# Orosz labdarúgó-szuperkupa
Az orosz labdarúgó-szuperkupa (oroszul: Суперкубок России) egy évenként megrendezett egymérkőzéses labdarúgókupa. A hivatalos neve a szponzor miatt OLIMP orosz szuperkupa (ОЛИМП Суперкубок России). A mérkőzés két részt vevő csapata az Premjer-Liga bajnoka és az orosz kupa győztese. Ha a bajnokságot és a kupát is ugyanaz a csapat nyerte meg, akkor a szuperkupa másik résztvevője a Premjer-Liga ezüstérmese. A találkozót a szezon kezdete előtt rendezik meg, általában március elején.
A kupa 2003 óta kerül megrendezésre. 2008-ig az összes kiírást a bajnoki címvédő nyerte meg, kupagyőztesként a CSZKA Moszkva tudott nyerni 2009-ben, a FK Zenyit Szankt-Petyerburg 2016-ban és a Lokomotyiv Moszkva 2019-ben.

## Eredmények
| Év             | Győztes                                                                                       | Eredmény             | Döntős                                                              | Helyszín                                       | Nézőszám |
| -------------- | --------------------------------------------------------------------------------------------- | -------------------- | ------------------------------------------------------------------- | ---------------------------------------------- | -------- |
| 2003 Részletek | FK Lokomotyiv Moszkva A 2002-es Premjer-Liga győztese                                         | 1 – 1 h.u., 4–3 b.u. | PFK CSZKA Moszkva A 2001–2002-es orosz kupa győztese                | Lokomotyiv Stadion, Moszkva                    | 15 000   |
| 2004 Részletek | PFK CSZKA Moszkva A 2003-as Premjer-Liga győztese                                             | 3 – 1 h.u.           | FK Szpartak Moszkva A 2002–2003-as orosz kupa győztese              | Lokomotyiv Stadion, Moszkva                    | 18 000   |
| 2005 Részletek | FK Lokomotyiv Moszkva A 2004-es Premjer-Liga győztese                                         | 1 – 0                | RFK Tyerek Groznij A 2003–2004-es orosz kupa győztese               | Lokomotyiv Stadion, Moszkva                    | 11 000   |
| 2006 Részletek | PFK CSZKA Moszkva A 2005-ös Premjer-Liga és a 2004–2005-ös orosz kupa győztese                | 3 – 2                | FK Szpartak Moszkva A 2005-ös Premjer-Liga ezüstérmese              | Luzsnyiki Stadion, Moszkva                     | 43 000   |
| 2007 Részletek | PFK CSZKA Moszkva A 2006-os Premjer-Liga és a 2005–2006-os orosz kupa győztese                | 4 – 2                | FK Szpartak Moszkva A 2006-os Premjer-Liga ezüstérmese              | Luzsnyiki Stadion, Moszkva                     | 45 000   |
| 2008 Részletek | FK Zenyit Szankt-Petyerburg A 2007-es Premjer-Liga győztese                                   | 2 – 1                | FK Lokomotyiv Moszkva A 2006–2007-es orosz kupa győztese            | Luzsnyiki Stadion, Moszkva                     | 48 000   |
| 2009 Részletek | PFK CSZKA Moszkva A 2007–2008-as orosz kupa győztese                                          | 2 – 1 h.u.           | FK Rubin Kazany A 2008-as Premjer-Liga győztese                     | Luzsnyiki Stadion, Moszkva                     | 15 000   |
| 2010 Részletek | FK Rubin Kazany A 2009-es Premjer-Liga győztese                                               | 1 - 0                | PFK CSZKA Moszkva A 2008-2009-es orosz kupa győztese                | Luzsnyiki Stadion, Moszkva                     | 17 000   |
| 2011 Részletek | FK Zenyit Szankt-Petyerburg A 2010-es Premjer-Liga és a 2009–2010-es orosz kupa győztese      | 1 - 0                | PFK CSZKA Moszkva A 2010-es Premjer-Liga ezüstérmese                | Kuban Stadion, Krasznodar                      | 26 000   |
| 2012 Részletek | FK Rubin Kazany A 2011–2012-es orosz kupa győztese                                            | 2 - 0                | FK Zenyit Szankt-Petyerburg A 2011–2012-es Premjer-Liga győztese    | Metallurg Stadium, Szamara                     | 16 000   |
| 2013 Részletek | PFK CSZKA Moszkva A 2012–2013-as Premjer-Liga és a 2012–2013-as orosz kupa győztese           | 3 - 0                | FK Zenyit Szankt-Petyerburg A 2012–2013-as Premjer-Liga ezüstérmese | Olimp-2 Stadium, Rosztov-na-Donu               | 16 000   |
| 2014 Részletek | PFK CSZKA Moszkva A 2013-2014-es Premjer-Liga győztese                                        | 3 - 1                | FK Rosztov A 2013-2014-es orosz kupa győztese                       | Kuban Stadium, Krasznodar                      | 13 150   |
| 2015 Részletek | FK Zenyit Szankt-Petyerburg A 2014-2015-ös Premjer-Liga győztese                              | 1 - 1 h.u., 4–2      | FK Lokomotyiv Moszkva A 2014-2015-ös orosz kupa győztese            | Petrovszkij Stadion, Szentpétervár             | 17 337   |
| 2016 Részletek | FK Zenyit Szankt-Petyerburg A 2015-2016-os orosz kupa győztese                                | 1 - 0                | PFK CSZKA Moszkva A 2015-2016-os Premjer-liga győztese              | Lokomotyiv Stadion, Moszkva                    | 22 000   |
| 2017 Részletek | FK Szpartak Moszkva A 2016-2017-es Premjer-liga győztese                                      | 2 - 1 h.u.           | FK Lokomotyiv Moszkva A 2016-2017-es orosz kupa győztese            | Lokomotyiv Stadion, Moszkva                    | 24 444   |
| 2018 Részletek | PFK CSZKA Moszkva A 2017-2018-as Premjer-liga másodikja                                       | 1 - 0 h.u.           | FK Lokomotyiv Moszkva A 2017-2018-as Premjer-liga győztese          | Nyizsnyij Novgorod Stadion, Nyizsnyij Novgorod | 43 319   |
| 2019 Részletek | FK Lokomotyiv Moszkva A 2018-2019-es orosz kupa győztese                                      | 3 - 2                | FK Zenyit Szankt-Petyerburg A 2018-2019-es Premjer-liga győztese    | VTB Aréna, Moszkva                             | 21 382   |
| 2020 Részletek | FK Zenyit Szankt-Petyerburg A 2019-2020-as Premjer-liga és a 2019-2020-as orosz kupa győztese | 2 - 1                | FK Lokomotyiv Moszkva A 2019-2020-as Premjer-liga másodikja         | VEB Aréna, Moszkva                             | 5 942    |
| 2021 Részletek | FK Zenyit Szankt-Petyerburg A 2020-2021-es Premjer-liga győztese                              | 3 - 0                | FK Lokomotyiv Moszkva A 2020-2021-es orosz kupa győztese            | Kalinyingrád Stadion, Kalinyingrád             | 16 388   |
| 2022 Részletek | FK Zenyit Szankt-Petyerburg A 2021-2022-es Premjer-liga győztese                              | 4 - 0                | FK Szpartak Moszkva A 2021–2022-es orosz kupa győztese              | Gazprom Aréna, Szentpétervár                   | 55 608   |

## Győzelmek csapatonként
| Csapat                   | Győzelmek | Győztes évek                             |
| ------------------------ | --------- | ---------------------------------------- |
| CSZKA Moszkva            | 7         | 2004, 2006, 2007, 2009, 2013, 2014, 2018 |
| Zenyit Szankt-Petyerburg | 7         | 2008, 2011, 2015, 2016, 2020, 2021, 2022 |
| Lokomotyiv Moszkva       | 3         | 2003, 2005, 2019                         |
| Rubin Kazany             | 2         | 2010, 2012                               |
| Szpartak Moszkva         | 1         | 2017                                     |